# John Keegan
Sir John Desmond Patrick Keegan OBE FRSL (15 tháng 5 năm 1934 – 2 tháng 8 năm 2012) là một nhà sử học quân sự, giảng viên, nhà văn và nhà báo người Anh. Ông đã viết nhiều tác phẩm được xuất bản về bản chất của chiến tranh giữa thời tiền sử và thế kỷ 21, bao gồm trên bộ, trên không, trên biển, chiến tranh tình báo và tâm lý chiến.

## Cuộc đời và sự nghiệp
Năm 13 tuổi, Keegan mắc bệnh lao cột sống đã ảnh hưởng đến dáng đi của ông. Những ảnh hưởng lâu dài của việc này khiến ông không được tham gia nghĩa vụ quân sự, và vào lúc khai sinh khiến ông còn quá trẻ để phục vụ trong Thế chiến II, sự thật mà ông hay đề cập trong các tác phẩm của mình như một quan sát mỉa mai về nghề nghiệp và sở thích của ông. Căn bệnh này cũng làm gián đoạn việc học của ông ở tuổi thiếu niên, dù nó gồm một khoảng thời gian tại trường Đại học King's, Taunton và hai năm tại trường Đại học Wimbledon, dẫn đến việc đặt chân vào trường Đại học Balliol, Oxford năm 1953, tại đây ông đọc lịch sử với trọng tâm là lý thuyết chiến tranh. Sau khi tốt nghiệp, ông làm việc tại Đại sứ quán Mỹ ở Luân Đôn được ba năm.
Năm 1960, Keegan nhận giảng dạy về lịch sử quân sự tại Học viện Quân sự Hoàng gia Sandhurst, cơ quan đào tạo sĩ quan cho Quân đội Anh. Ông ở lại 26 năm, trở thành giảng viên cao cấp trong lịch sử quân sự xuyên suốt nhiệm kỳ của mình, trong thời gian đó, ông cũng làm giáo sư thỉnh giảng tại Viện Đại học Princeton và trở thành Giáo sư Xuất sắc Delmas Khoa Lịch sử tại trường Đại học Vassar.
Rời khỏi học viện này vào năm 1986, Keegan gia nhập Daily Telegraph với tư cách là phóng viên quốc phòng và ở lại với tờ báo này trong vai trò biên tập viên quốc phòng cho đến khi qua đời. Ông cũng viết bài cho tạp chí National Review Online của phe bảo thủ Mỹ. Năm 1998, ông đã viết và trình bày các bài diễn thuyết Reith của BBC, lôi kéo họ vào cuộc luận chiến War in our World.
Keegan qua đời vào ngày 2 tháng 8 năm 2012 vì những nguyên nhân tự nhiên tại nhà riêng của mình ở Kilmington, Wiltshire. Ông và vợ có với nhau bốn người con, hai cô con gái và hai cậu con trai.

## Quan điểm về xung đột đương đại
- Keegan tuyên bố: "Tôi sẽ không bao giờ phản đối Chiến tranh Việt Nam. Người Mỹ đã đúng khi làm điều đó. Tôi nghĩ họ đã chiến đấu sai cách. Tôi không nghĩ đó là một cuộc chiến giống như kiểu chiến đấu với Hitler, nhưng tôi nghĩ đó là một cuộc chiến đúng đắn, một cuộc chiến thực sự."[6]
- Keegan tin rằng NATO ném bom Serbia và các mục tiêu người Serbia ở Kosovo năm 1999 cho thấy chỉ mỗi sức mạnh không quân có thể chiến thắng trong các cuộc chiến tranh.[7]
- Một bài báo trên tờ The Christian Science Monitor đã gọi Keegan là "kẻ ủng hộ chân thành" cuộc Chiến tranh Iraq. báo trích lời ông nói: "Không thoải mái vì 'cảnh tượng của lực lượng quân sự non nớt', ông kết luận rằng chiến tranh Iraq đại diện cho 'một sự hướng dẫn tốt hơn về những gì cần phải làm để bảo đảm sự an toàn của thế giới chúng ta hơn bất kỳ số lượng điều luật hay hiệp ước nào có thể đưa ra.'"[8]

## Phê bình
Keegan cũng bị các đồng nghiệp chỉ trích, bao gồm Sir Michael Howard và Christopher Bassford vì lập luận của ông liên quan đến Carl von Clausewitz, một sĩ quan người Phổ và là tác giả của Vom Kriege (Bàn về Chiến tranh), một trong những tài liệu cơ bản về chiến tranh và chiến lược quân sự. Keegan được mô tả là "sai lầm hết chỗ nói". Bassford cho rằng, "Chẳng có bất kỳ chỗ nào trong tác phẩm của Keegan – dù ông ấy có rất nhiều cuốn nhật ký về Clausewitz và 'phe Clausewitz' – phản ánh bất kỳ cách đọc nào trong các tác phẩm của Clausewitz." Nhà khoa học chính trị Richard Betts đã chỉ trích sự hiểu biết của Keegan về các khía cạnh chính trị của chiến tranh, gọi Keegan là "một kẻ ngây thơ về chính trị."
Ghi nhận các tác phẩm của Keegan viết về Waffen-SS, nhà sử học quân sự S.P. MacKenzie mô tả ông là một sử gia nổi tiếng "bị quyến rũ một phần hoặc toàn bộ bởi điều bí ẩn [của nó]". Ông chấp nối Keegan với chủ nghĩa xét lại lịch sử Waffen-SS đương đại, lần đầu tiên được HIAG, nhóm vận động hành lang Waffen-SS đề xuất từ những năm 1950–1990. Nhận xét về xu hướng đương đại này, Mackenzie viết rằng "khi các thế hệ già yếu của những nhà ghi chép Waffen-SS đã chết, lực lượng nòng cốt gồm các nhà văn mới nổi sau chiến tranh đã làm nhiều việc nhằm duy trì hình ảnh của lực lượng này như một đội quân cách mạng châu Âu" và kể cả Keegan trong nhóm.
Vào tháng 8 năm 2015, chính phủ Nga đã cân nhắc việc cấm các tác phẩm của Keegan, buộc tội ông về sự cảm thông Đức Quốc xã.

## Vinh danh
Ngày 29 tháng 6 năm 1991, với tư cách là phóng viên chiến trường của tờ The Daily Telegraph, Keegan được gắn huân chương Officer of the Order of the British Empire (OBE) "nhằm công nhận thành tích trong các hoạt động ở vùng Vịnh". Trong đợt Vinh danh Năm mới 2000, ông được phong tước hiệp sĩ "vì nỗ lực viết về Lịch sử Quân sự".
Ông được bầu làm thành viên của Hội Văn học Hoàng gia (FRSL) vào năm 1986. Năm 1993, ông đã giành được Giải Duff Cooper.
Năm 1996, ông được Hội Lịch sử Quân sự trao Giải Samuel Eliot Morison cho thành tựu trọn đời.
Ông đã được Viện Đại học Bath trao tặng bằng Tiến sĩ Văn chương (DLitt) Danh dự vào năm 2002.

## Tác phẩm đã xuất bản
Trong cuốn A History of Warfare (Lịch sử Chiến tranh), Keegan đã phác thảo sự phát triển và hạn chế của chiến tranh từ thời tiền sử đến thời hiện đại. Tác phẩm đã xem xét các chủ đề khác nhau, bao gồm cả việc sử dụng ngựa, hậu cần và "lửa". Một khái niệm quan trọng được đưa ra là chiến tranh vốn gắn liền với văn hóa. Trong phần giới thiệu, ông đã mạnh mẽ lên án thành ngữ "chiến tranh là sự tiếp nối của chính trị bằng các phương tiện khác", bác bỏ các ý tưởng kiểu "Clausewitz". Tuy vậy, cuộc thảo luận của Keegan về Clausewitz đã bị chỉ trích là không am hiểu và không chính xác bởi các nhà văn như Peter Paret, Christopher Bassford, và Richard M. Swain.
Ông cũng đóng góp tác phẩm viết về thuật chép sử trong cuộc xung đột hiện đại. Với Richard Holmes ông đã viết bộ phim tài liệu của BBC mang tên Soldiers: A History of Men in Battle. Frank C. Mahncke đã viết rằng Keegan được coi là "một trong số các nhà sử học quân sự nổi bật và được đọc rộng rãi nhất vào cuối thế kỷ XX". Trong lời giới thiệu sách ngay trang bìa được trích từ một bài báo phức tạp hơn, Sir Michael Howard đã viết, "cùng một lúc dễ đọc nhất và nguyên bản nhất của các nhà sử học còn sống".

## Tác phẩm
- Waffen SS: the asphalt soldiers (New York: Ballantine, 1970) ISBN 0-345-32641-5
- Barbarossa: Invasion of Russia, 1941 (New York, 1971) ISBN 0-345-02111-8
- Opening Moves – August 1914 (New York: Ballantine, 1971) ISBN 0-345-09798-X
- The Face of Battle (London, 1976) ISBN 0-670-30432-8
- Who Was Who in World War II (1978) ISBN 0-85368-182-1
- The Nature of War with Joseph Darracott (New York: Holt, Rinehart and Winston, 1981) ISBN 0-03-057777-2
- Six Armies in Normandy (1982) ISBN 0-14-005293-3
- Zones of Conflict: An Atlas Of Future Wars with Andrew Wheatcroft (New York, 1986) ISBN 0-671-60115-6
- Soldiers: A History of Men in Battle with Richard Holmes (New York: Viking Press, 1986) ISBN 0-670-80969-1
- The Mask of Command (London, 1987) ISBN 0-7126-6526-9
- The Price of Admiralty (1988) ISBN 0-09-173771-0
- The Illustrated Face of Battle (New York and London: Viking, 1988) ISBN 0-670-82703-7
- The Second World War (Viking Press, 1989) ISBN 0-670-82359-7
- A History of Warfare (London, 1993) ISBN 0-679-73082-6

Lịch sử Chiến tranh, Thiếu Khanh dịch (Nhã Nam và Nhà xuất bản Lao Động, 2018) ISBN 978-604-971-230-2
- The Battle for History: Refighting World War Two (Vintage Canada, 1995) ISBN 0-679-76743-6
- Warpaths (Pimlico, 1996) ISBN 1-84413-750-3
- Fields of Battle: The Wars for North America (1997) ISBN 0-679-74664-1
- War and Our World: The Reith Lectures 1998 (London: Pimlico, 1999) ISBN 0-375-70520-1
- The Book of War (ed.) (Viking Press, 1999) ISBN 0-670-88804-4
- The First World War (London: Hutchinson, 1998) ISBN 0-09-180178-8; (New York: Knopf, 1999) ISBN 0-375-40052-4
- An Illustrated History of the First World War (Alfred A. Knopf, 2001) ISBN 0-375-41259-X
- Winston Churchill (2002) ISBN 0-670-03079-1
- Intelligence in War: Knowledge of the Enemy from Napoleon to Al-Qaeda (2003) ISBN 0-375-40053-2 (also published with alternative subtitle as Intelligence in War: The value - and limitations - of what the military can learn about the enemy ISBN 0-375-70046-3)
- The Iraq War (2004) ISBN 0-09-180018-8
- Atlas of World War II (ed.) (London: Collins, 2006) ISBN 0-00-721465-0 (an update of the 1989 Times Atlas)
- The American Civil War (London, Hutchinson, 2009) ISBN 978-0-09-179483-5